# Albrecht Schuch
 (octobre 2018).
Si vous disposez d'ouvrages ou d'articles de référence ou si vous connaissez des sites web de qualité traitant du thème abordé ici, merci de compléter l'article en donnant les références utiles à sa vérifiabilité et en les liant à la section « Notes et références ».
Pour les articles homonymes, voir Schuch.
Albrecht Schuch est un acteur allemand, né le 21 août 1985 à Iéna.

## Biographie
Il est le frère cadet de l'actrice allemande Karoline Schuch.
Aux Deutscher Filmpreis en 2020, il remporte à la fois le prix du meilleur acteur pour son rôle dans Benni (Systemsprenger) et le prix du meilleur acteur dans un second rôle pour son rôle dans Berlin Alexanderplatz,.
Il est à nouveau sacré meilleur acteur dans un second rôle lors des Deutscher Filmpreis de 2023 pour À l'Ouest, rien de nouveau.

## Filmographie
Sauf indication contraire, les informations mentionnées dans cette section peuvent être confirmées par les bases de données cinématographiques  présentes dans la section « Liens externes ».

### Cinéma
- 2010 : Cheers To You (NOS (auf dich)) (court métrage) de Soleen Yusef : Andi
- 2011 : Vent d'ouest (Westwind) de Robert Thalheim : Ronny[4]
- 2012 : Les Arpenteurs du monde (Die Vermessung der Welt) de Detlev Buck : Alexander von Humboldt[5]
- 2016 : Route B96 (court métrage) de Simon Ostermann : Clemens Wolf
- 2016 : Paula de Christian Schwochow : Otto Modersohn[6]
- 2018 : Atlas de David Nawrath : Jan Haller
- 2019 : Benni (Systemsprenger) de Nora Fingscheidt : Micha Heller
- 2020 : Berlin Alexanderplatz de Burhan Qurbani : Reinhold
- 2020 : Chasing Paper Birds de Mariana Jukica : Jonas
- 2021 : Fabian (Fabian oder Der Gang vor die Hunde) de Dominik Graf : Stephan Labude
- 2021 : Thomas le dissident (Lieber Thomas) d'Andreas Kleinert (de) : Thomas Brasch
- 2021 : Le Joueur d'échecs (Chess Story) de Philipp Stölzl : Franz-Josef Böhm / Mirko Czentovic
- 2022 : À l'Ouest, rien de nouveau (Im Westen nichts Neues) d'Edward Berger : Stanislaus "Kat" Katczinsky
- 2022 : Die stillen Trabanten de Thomas Stuber : Jens
- 2023 : 15 Jahre de Chris Kraus : Gimmiemore
- 2024 : Peacock (de) (Pfau – Bin ich echt?) de Bernhard Wenger (de) : Matthias

### Télévision
- 2010 : Neue Vahr Süd (téléfilm) de Hermine Huntgeburth : Harry[7]
- 2016 : NSU: German History X (Mitten in Deutschland : NSU) (mini-série) : Uwe Mundlos
- 2016 : A Dangerous Fortune (téléfilm) de Christian Schwochow : Solly Greenbourne
- 2018 : Un hold-up sans précédent (Gladbeck) (mini-série), épisodes 2 et 4 (54 Hours) de Kilian Riedhof[8] : Peter Meyer
- 2018-2020 : Bad Banks (série télévisée), 12 épisodes : Adam Pohl[9]

## Distinctions
Sauf indication contraire, les informations mentionnées dans cette section peuvent être confirmées par les bases de données cinématographiques  présentes dans la section « Liens externes ».
- Deutscher Filmpreis 2020 :
  - Meilleur acteur pour Benni
  - Meilleur acteur dans un second rôle pour Berlin Alexanderplatz
- Deutscher Filmpreis 2023 : meilleur acteur dans un second rôle pour À l'Ouest, rien de nouveau[10],[11]